# Dorothy Donegan
Dorothy Donegan (ur. 6 kwietnia 1922 w Chicago, zm. 19 maja 1998 w Los Angeles) – afroamerykańska pianistka jazzowa i klasyczna, oraz okazjonalna wokalistka.  Laureatka NEA Jazz Masters Award 1992.

Dorothy Donegan: Zauważyłam, że ludzie nie chcą przez cały wieczór słuchać muzyki. Chcą zabawy.

## Życiorys
Jej ojciec, Don H., pracował jako szef kuchni w wagonach restauracyjnych pociągów The Chicago, Burlington and Quincy Railroad. Amatorsko grał na trąbce. Matka była nauczycielką, ale nie pracowała. Uzupełniała budżet rodzinny wynajmem domowych pokoi. Dorothy miała młodszego brata – Leona. Matka kupiła jej pianino i w wieku dziewięciu lat rozpoczęła naukę gry. Przez pięć lat brała lekcje u Alfreda N. Simmsa, którego uczennicą była także Cleopatra Brown. Uznana za cudowne dziecko, kształciła się potem pod kierunkiem Rudolpha Ganza z Chicago Musical College. Ukończyła DuSable High School, w której uczyła się u Waltera Dyetta, nauczyciela m.in. wokalistki Diny Washington, saksofonistów Johnny’ego Griffina i Vona Freemana, oraz pianisty Gene’a Ammonsa.
Nigdy nie wygasła w niej miłość do muzyki poważnej, stąd też później kontynuowała studia w tej dziedzinie na Uniwersytecie Południowej Kalifornii. Kształciła się też na kursach mistrzowskich na Uniwersytecie Maryland, kiedy występowała w rejonie Waszyngtonu. Dzięki graniu muzyki klasycznej i jazzu stała się oryginalną pianistkę o wielkim wyczuciu harmonii.
W 1943 jako pierwsza Afroamerykanka dała koncert w chicagowskiej sali Orchestra Hall, który stał się znaczącym punktem w jej karierze artystycznej. W tym czasie trafiła pod skrzydła Arta Tatuma, zainteresowanego młodą, utalentowana pianistką. Miał jej później powiedzieć, że „jest jego ulubioną kobietą, grającą na fortepianie”. „Nigdy nie wiadomo, co ona zagra, stale zaskakuje” – mawiał. Pracowała wówczas w barach i klubach Wietrznego Miasta. W 1944 pojawiła się w filmowej komedii muzycznej Sensations of 1945, w której wystąpili m.in. Eleanor Powell, W.C. Fields oraz bandliderzy Cab Calloway, Woody Herman i ich orkiestry.
Jej pierwsze płyty sprzedawały się źle. Natomiast koncerty cieszyły się powodzeniem. Na estradzie okazywała duże poczucie humoru, niekiedy graniczące z komizmem. Zawsze grała z wielką energią, siedząc i często wymachując nogami, lub stojąc. Nigdy jednak nie przestawała być wirtuozem fortepianu. Recenzent gazety „The New York Times” tak ocenił jej występy: „Ekstrawagancja pomogła jej znaleźć pracę w branży w dużym stopniu nieprzyjaznej dla kobiet. W pewnym sensie było to także jej niepowodzenie, gdyż nierzadko krytykowano jej koncerty za przerost osobowości artystki”. Przez zdecydowanie większą część kariery występowała w trio z kontrabasem i perkusją. Jej koncert w hotelu Sheraton Center w 1980 pobił wszystkie dotychczasowe rekordy frekwencji. Choć od kilku dziesięcioleci była na estradzie i grała niemal wszędzie, dopiero w 1987 po raz pierwszy pojawiła się w słynnym nowojorskim klubie The Village Vanguard. W latach 80. zaczęły się także lepiej sprzedawać jej płyty. Przez wiele lat twierdziła, że „jej karierę ograniczały jej stałe apele o zrównanie stawek dla kobiet z męskimi”.
W następnej dekadzie zajęła się nauczaniem. Wykładała na uniwersytetach Harvarda, Northeastern oraz w Manhattan School of Music. Była wielokrotnie nagradzana i wyróżniana, m.in. w 1993 wystąpiła w Białym Domu, a w 1994 otrzymała tytuł doktora honoris causa Uniwersytetu Roosevelta. W 1995 wystąpiła na Newport Jazz Festival, a swój ostatni duży koncert dała w 1997 na festiwalu jazzowym w kalifornijskim Concord.
Zmarła w swoim domu. Miała 76 lat. Przez dłuższy czas zmagała się z nowotworem jelita grubego. Została pochowana na cmentarzu Inglewood Park w Los Angeles

### Małżeństwa i dzieci
Była trzykrotnie zamężna. Dwoma mężami byli: Walter Eady i John T. McClain.  Wszystkie małżeństwa zakończyły się rozwodem – ostatni odbył się w 1974. Miała dwóch synów.

## Wybrana dyskografia
- 1953 The Feminine Touch – Hazel Scott–Mary Lou Williams–Dorothy Donegan–Cleo Brown–Ann Jenkins (Decca) – kompilacja
- 1955 Dorothy Donegan (Jubilee Records)
- 1956 Septemer Song (Jublilee)
- 1957 At the Embers with Dorothy Donegan (Roulette)
- 1958 Dorothy Donegan Plays for Jazz-30 (Jazz-30)
- 1959
  - Live (Capitol)
  - Donnybrook with Donegan (Capitol)
- 1961 It Happened One Night (Roulette)
- 1963 Swingin' Jazz In Hi-Fi (Regina Records)
- 1975 The Many Faces of Dorothy Donegan (Mahogany)
- 1976 Dorothy Donegan (Four Leaf Clover Records)
- 1980
  - Makin’ Whoopee (Black & Blue)
  - Live! (CNR)
- 1981
  - The Explosive (Progressive Records)
  - Dorothy Donegan Live – Dorothy Donegan Featuring Jimmy Woode and Ed Thigpen (Jaylin's Live)
- 1982 Sophisticated Lady (Ornament)
- 1984 Dorothy Donegan Plays DIA (Design Institute America)
- 1989
  - I Walk Along (Black & Blue)
  - Dorothy Donegan – Live at the Widder Bar 1986, Zürich (Timeles Recordds)
- 1991 Dorothy Donegan – Live at the 1990 Floating Jazz Festival (Chiaroscuro Records)
- 1995 I Just Want to Sing (Audiophile)
- 1997 Dorothy Donegan – Live at Hollywood’s Living Room (Norma)
- 2015 Dorothy Donegan – Live at the King of France Tavern (LiSem Records)